# Катарина Стојановић
Катарина Стојановић (Београд, 20. април 1923 — Београд, 2. новембар 2006) била је пионир југословенске и српске монтаже с краја 20. века.
Радила је монтажу филмова Велимира Стојановића (Лажни цар Шћепан Мали, Зле паре, Четири километра на сат, Кампо Мамула ), 2 филма Здравка Велимировића (Дан четрнаести, Врхови Зеленгоре), филмове Жике Митровића (Солунски атентатори, Обрачун, Марш на Дрину - добитник Златне Арене у Пули , До победе и даље, Нож (филм из 1967), Ужичка република, Вељка Булајића (Козара), контоверзни филм Душана Макавејева Човек није тица, филмове Јована Ранчића ( Последња трка, Маховина на асфалту, филм Александра Петровића Биће скоро пропаст света из 1968 године који је освојио доста награда у иностранству.
Урадила је монтажу готово целокупног филмског опуса Миомира Стаменковића: (Под исто небо, Вук са Проклетија, Како умрети, Клопка за генерала, Девојачки мост итд).

## Монтажа филмова
| Год.     | Назив                                                 | Улога          |
| -------- | ----------------------------------------------------- | -------------- |
| 1950.-те |                                                       |                |
| 1955.    | Лажни цар Шћепан Мали                                 |                |
| 1956.    | Зле паре                                              |                |
| 1958.    | Четири километра на сат                               |                |
| 1959.    | Кампо Мамула                                          |                |
| 1960.-те |                                                       |                |
| 1960.    | Дан четрнаести                                        |                |
| 1961.    | Солунски атентатори                                   |                |
| 1961.    | Каролина Ријечка                                      |                |
| 1961.    | Избирачица                                            |                |
| 1962.    | Козара                                                |                |
| 1962.    | Обрачун                                               |                |
| 1962.    | Прозван је и V-3                                      |                |
| 1963.    | Десант на Дрвар                                       |                |
| 1964.    | Марш на Дрину                                         |                |
| 1965.    | Човек од свита                                        |                |
| 1966.    | До победе и даље                                      |                |
| 1966.    | Горке траве                                           |                |
| 1967.    | Љубавни случај или трагедија службенице ПТТ           |                |
| 1967.    | Нож (филм из 1967)                                    |                |
| 1968.    | Биће скоро пропаст света                              |                |
| 1968.    | Вук са Проклетија                                     |                |
| 1969.    | Убиство на подмукао и свиреп начин и из ниских побуда |                |
| 1970.-те |                                                       |                |
| 1971.    | Цео живот за годину дана (ТВ)                         |                |
| 1971.    | Клопка за генерала                                    |                |
| 1972.    | Како умрети                                           |                |
| 1972.    | Изданци из опаљеног грма                              | тв серија      |
| 1973.    | Бегунац                                               |                |
| 1974.    | Ужичка република                                      |                |
| 1975.    | Доктор Младен                                         |                |
| 1976.    | Врхови Зеленгоре                                      |                |
| 1976.    | Девојачки мост                                        |                |
| 1978.    | Размена                                               | мини тв серија |
| 1979.    | Последња трка                                         |                |
| 1980.-те |                                                       |                |
| 1980.    | Дани од снова                                         |                |
| 1981.    | Нека друга жена                                       |                |
| 1982.    | Залазак сунца                                         |                |
| 1983.    | Маховина на асфалту                                   |                |
| 1984.    | Опасни траг                                           |                |
| 1987.    | Лагер Ниш                                             |                |